# Ścieżka podejścia

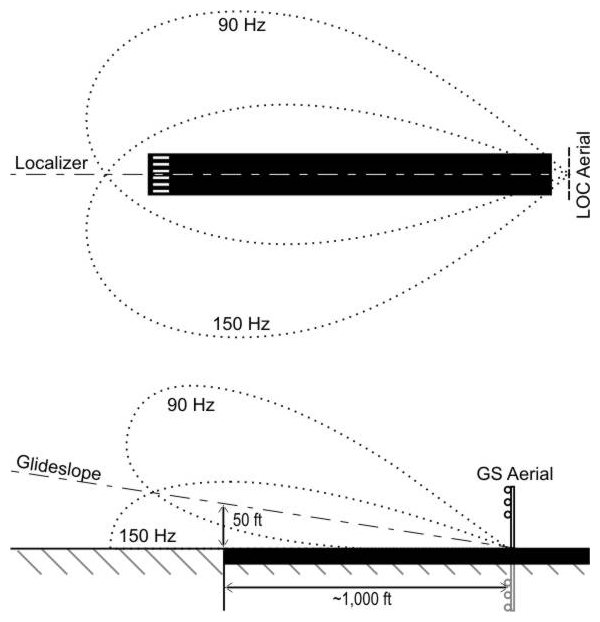
Kontrola kierunku podejścia (na górze) i ścieżki podejścia (niżej) za pomocą wiązek radiolatarni systemu ILS

Ścieżka podejścia (ścieżka zejścia, ścieżka schodzenia; ang. glide path/GP, glide slope; niem. Gleitpfad) – tor lotu startującego samolotu lub zbliżającego się do lądowania.

## Ścieżka wznoszenia
W przypadku startu statek powietrzny porusza się lotem wznoszącym na ścieżce wznoszenia (nazywanej także „ścieżką podejścia”). Według Słownika terminów i definicji NATO ścieżka wznoszenia to „kontrolowana część przestrzeni powietrznej o określonych wymiarach poziomych i pionowych, rozciągająca się od obszaru kontrolowanego, który może obejmować lotnisko, gdzie statek powietrzny wykonuje całość lub część wznoszenia pozostając w zasięgu kontroli pozytywnej”.

## Ścieżka zejścia
Ścieżka zejścia jest to płaszczyzna teoretyczna, pochylona pod kątem 3° (stopni kątowych) do poziomu, znajdująca się na linii pasa startowego. Informacje służące pilotowi lub autopilotowi samolotu do zejścia i przyziemienia wzdłuż wymaganej ścieżki to naprowadzanie wysokościowe.
W precyzyjnym podejściu do lądowania, podejście końcowe uważa się za rozpoczęte, gdy statek powietrzny znajduje się na ścieżce schodzenia w punkcie przechwycenia, a kończy na wysokości decyzyjnej.

## Kontrola kąta i kierunku podejścia
Kontrolę kąta podejścia, czyli kontrolę zmiany położenia w płaszczyźnie pionowej zapewniają różne systemy radionawigacyjne m.in. system ILS, system Lorenza, VOR.
Zmiana położenia w płaszczyźnie poziomej określana jest przez kierunek podejścia, który wyznaczany jest kątem radionamiaru lub kątem kursowym radiolatarni.